# Гірос

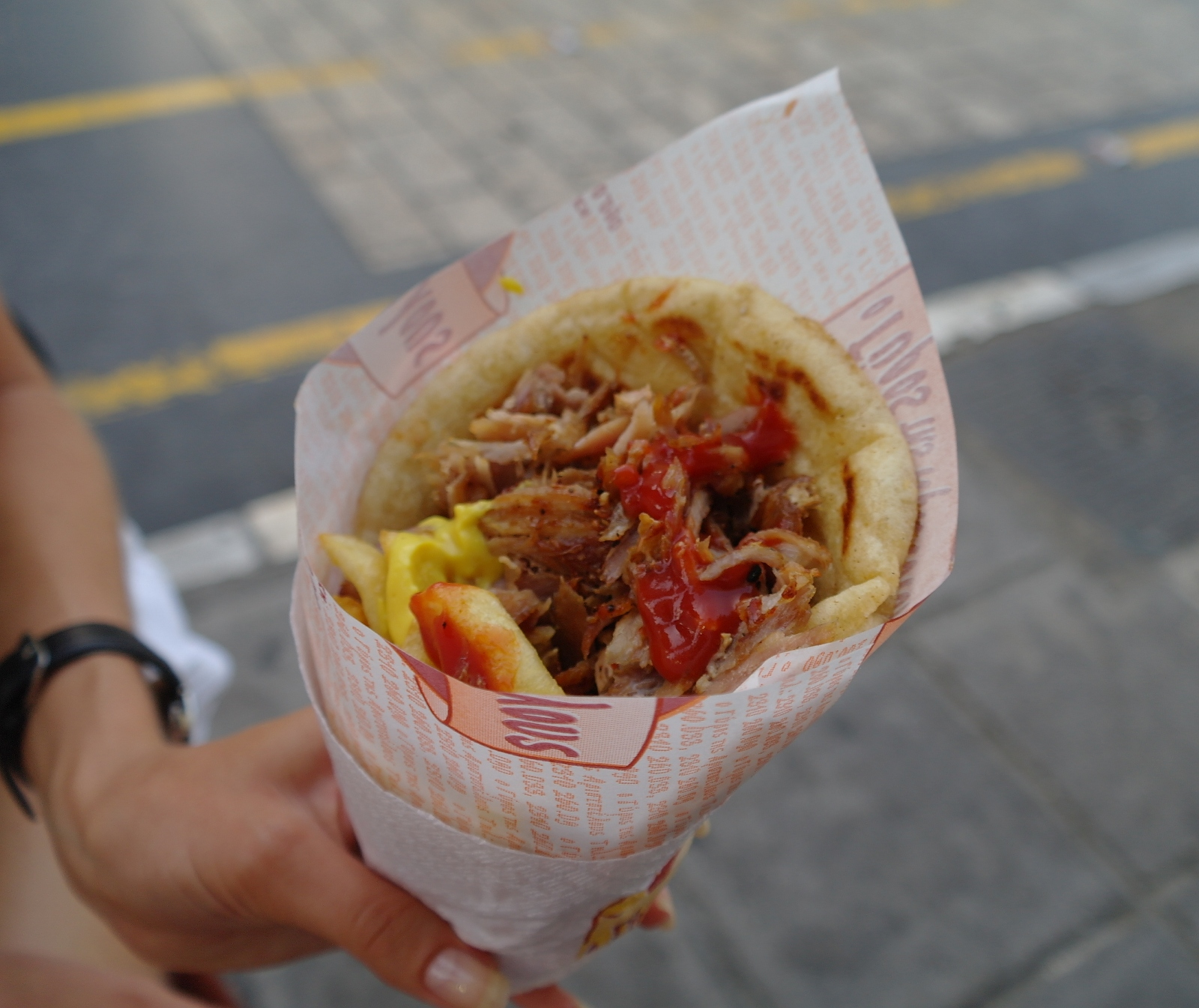
Піта гіро в Салоніках, площа Аристотеля

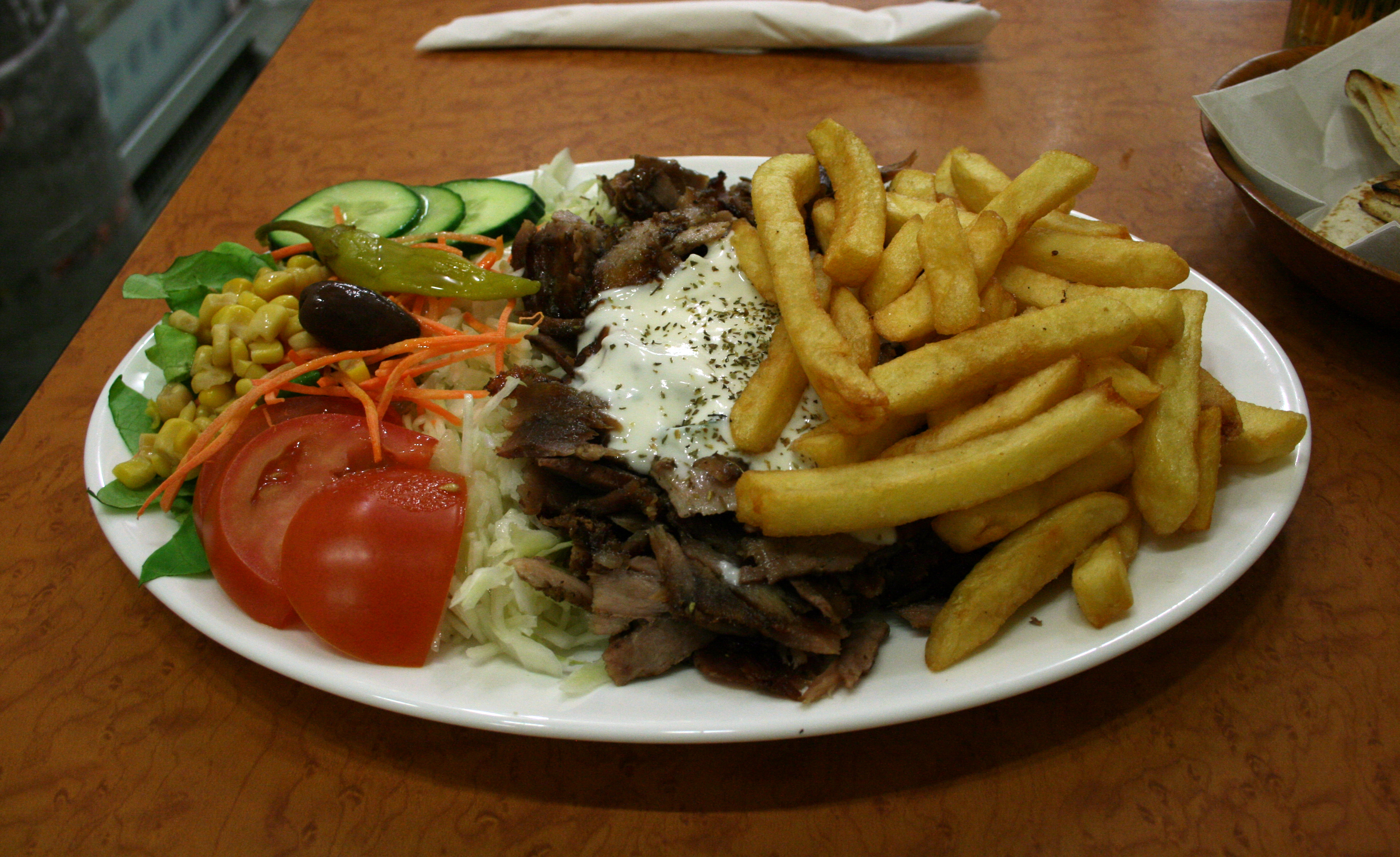
Гірос з овочами

Гі́рос (грец. γύρος, дос. «обертання») — традиційна грецька м'ясна страва, приготована на вертикальному рожні, подібна до турецької страви донер кебаб.
У Греції та на Кіпрі гірос готують зі свинини, курятини, рідше телятини. У сучасній грецькій кухні найчастіше подається як піта гіро — із томатами, цибулею, соусом дзадзикі, викладена на піті або загорнута у неї. Піту використовують у трьох варіаціях — звичайна, кіпріотська та арабська. Найпоширеніша звичайна піта, діаметром близько 20 см, висотою до 2 см. Кіпріотська піта хрустка та має більший діаметр. Арабська піта також хрустка, більша за діаметром та пласкіша.
Вважається, що найбільші гіроси можна скуштувати в Салоніках. До піти завжди додають томати, цибулю та смажену картоплю. Поряд із традиційним дзадзикі додають майонез, кетчуп чи гірчицю.

## Цікаві факти
Через Facebook було оголошено про проведення 3 травня 2015 року Всесвітнього дня поїдання гіроса. Заявити про свою участь можна, приєднавшись до групи «International eat a πιτόγυρο day». Для участі у святі потрібно просто купити гіроса і з апетитом з'їсти його. Епіцентром святкування буде місто Салоніки.